# Hugo Bressane de Araújo

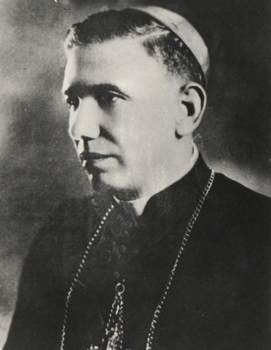
Hugo Bressane de Araújo

Hugo Bressane de Araújo (* 4. September 1899 in Machado, Minas Gerais; † 9. Juni 1988) war ein brasilianischer Geistlicher und römisch-katholischer Bischof von Marília.

## Leben
Hugo Bressane de Araújo empfing am 11. Februar 1923 das Sakrament der Priesterweihe.
Papst Pius XI. ernannte ihn am 19. Dezember 1935 zum ersten Bischof des neuerrichteten Bistums Bonfim. Der Erzbischof von Mariana, Helvécio Gomes de Oliveira SDB, spendete ihm am 16. Februar des folgenden Jahres die Bischofsweihe; Mitkonsekratoren waren der Bischof von Pouso Alegre, Octávio Augusto Chagas de Miranda, und der Bischof von Campanha, Inocêncio Engelke OFM.
Am 19. September 1940 ernannte ihn Papst Pius XII. zum Bischof von Guaxupé. Am 3. September 1951 wurde er zum Koadjutorerzbischof von Belo Horizonte und zum Titularerzbischof von Cotrada.
Papst Pius XII. ernannte ihn am 7. Oktober 1954 zum ersten Bischof des neuerrichteten Bistums Marília unter Beibehaltung des persönlichen Titels eines Erzbischofs.
Er nahm an allen vier Sitzungsperioden des Zweiten Vatikanischen Konzils als Konzilsvater teil.
Papst Paul VI. nahm am 23. April 1975 seinen altersbedingten Rücktritt an.